# جان-مارك جيرمان
جان-مارك جيرمان هو سياسي فرنسي، ولد في 12 يونيو 1966 في ليون في فرنسا. نشط حزبياً في الحزب الاشتراكي. وقد انتخب نائب فرنسي عن دائرة Hauts-de-Seine's 12th constituency ‏ خلال فترته النيابية (20 يونيو 2012 – 20 يونيو 2017).

## وصلات خارجية
- الموقع الرسمي